# アリス (フォークグループ)
アリス（英語: Alice、ALICE）は、日本のフォークグループ。

## メンバー
| 名前（読み）                | 生年月日                                        | 出身地               | 愛称       | 担当                                                       |
| --------------------------- | ----------------------------------------------- | -------------------- | ---------- | ---------------------------------------------------------- |
| 谷村新司（たにむら しんじ） | 1948年12月11日 生まれ 2023年10月8日（満74歳没） | 大阪府大阪市住之江区 | チンペイ   | ボーカル、アコースティック・ギター                         |
| 堀内孝雄（ほりうち たかお） | 1949年10月27日（75歳）                          | 大阪府大阪市阿倍野区 | ベーヤン   | ボーカル、アコースティック・ギター、エレクトリック・ギター |
| 矢沢透（やざわ とおる）     | 1949年2月6日（76歳）                            | 神奈川県横須賀市     | キンちゃん | ボーカル、ドラム、コンガ、タンバリン、ピアノ               |

## 来歴

### 結成
1970年のアメリカコンサートツアーで、大阪のフォークグループ「ロック・キャンディーズ」のリーダーだった桃山学院大学出身の谷村と、東京のソウルバンド「ブラウン・ライス」のゲストドラマーだった矢沢が知り合い意気投合した。二人は帰国したらプロとして一緒にグループを組もうと約束する。バンド名の由来は当時ロサンジェルスで営業していたレストラン名で、メニューにペン字で「Alice」と書かれてあり、『このロゴがかっこいいなと思って。プロになるんだったらAliceってバンドの名前にしたい。』と思った事から。
帰国後谷村は、同じ神戸の音楽サークル、ポート・ジュビリーで知り合いだった、アマチュアロックバンド「フーリッシュ・ブラザーフッド」のボーカルで京都産業大学出身の堀内をグループに勧誘した。
1971年12月25日、谷村と堀内で大阪市南区南炭屋町（現・中央区西心斎橋二丁目）にあるビジネスホテル・大阪帝国ホテルの一室にて、矢沢が合流することを前提に「アリス」を結成。翌1972年3月5日、シングル「走っておいで恋人よ」でデビュー。同年5月5日開催の奈良市民会館での公演から、矢沢が正式に合流し、晴れて現在のアリスになった。

### 下積みから中心的存在に
プロデビュー当時はヒット曲に恵まれず、メンバー三人とマネージャーの合計四人で運搬できる楽器として、矢沢は本来ドラマーなのに手荷物として持ち運びが可能なコンガを持って、谷村、堀内のフォークギター二本とともにツアーやライブに明け暮れる毎日だった。
しかし、「特急の停まる市の市民会館にはほとんど行った」（谷村）と語るほどの地道なツアー活動をすることで潜在的ファンを増やしていった。1974年には年間303ステージという無茶苦茶な記録が残っている。その中には知名度向上だけを目的にしたノーギャラ・交通費事務所側負担の赤字ツアーもあったという。この前年に所属事務所ヤングジャパンの社長・細川健がほぼ独断で、当時日本では無名だったジェームス・ブラウンの来日公演を決め、莫大な赤字を背負ったことから、借金返済のためにこのような無茶なツアーをさせた、という逸話も残っている。
ツアーの成果と、谷村の『MBSヤングタウン』や文化放送『セイ!ヤング』のDJ、そして関西カレッジフォーク界で有名だった立命館大学と同志社大学のOB三人組ウッディ・ウーの「今はもうだれも」のカバーヒットを契機に、オリジナル曲である「帰らざる日々」「冬の稲妻」「涙の誓い」「ジョニーの子守唄」「チャンピオン」「秋止符」「狂った果実」等のヒット曲を連発した。
1978年には日本人アーティストとして初めて日本武道館3日間公演を成功させるなど、一時代を築いた。日本武道館は翌1979年の8月から9月にかけて7日間公演を実施しており、この時点で武道館公演10回は、ボブ・ディラン8回を抜いてトップだった。他に後楽園球場（当時、現在の東京ドーム）、甲子園球場、横浜スタジアムといった野球場や、東京厚生年金会館大ホール、大阪フェスティバルホールといった全国の主だった音楽ホールなどを軒並みに満員にするほど、アリスは多数のファンを獲得していった。なお武道館のコンサートでは文化放送『ペパーミントストリート 青春大通り』で谷村の相棒を務めていたばんばひろふみの司会で、生中継が行われた。アリスのライブレコード『栄光への脱出』や『限りなき挑戦』にも、ラジオを聴いているリスナーへのメッセージが収録されている。
1979年に、ユニセフの「国際児童年」の募金イベント「Hand in Hand 100円玉の大行進」に、テーマ曲として「美しき絆〜Hand in Hand〜」を提供するほか、自らも街頭で募金活動に参加した。「Hand in Hand 100円玉の大行進」は12月31日午後1時から1時間だけの募金活動を呼び掛けたものだったが、全国で約7万3000人を動員した。その後、谷村の提唱で、音楽ファンの募金活動による音楽ホールの建設目指す「シアター・フレンズ」プロジェクトを、小室等、南こうせつ、井上陽水らとコンサート会場で始めるが、諸般の事情で挫折。当時の記録映画「ALICE THE MOVIE 美しき絆」（東宝製作・坪島孝監督）が公開されただけに終わっている。

### 活動停止
しかし谷村と堀内のソロ活動活発化とともに音楽の方向性の違いが顕在化して、1981年5月21日にアリスの活動停止を記者発表。北京・香港・バンコクの海外ツアーを含む最後の全国ツアーの後で1981年11月7日の後楽園球場にてラストライブ「アリス・ファイナル」を開催し活動停止した。
後に完全再始動をし、アリスとしてテレビ出演をした際に活動停止の真の理由について堀内が「チンペイさんへのやきもち（劣等感）」と語っている。これは、アリスや谷村新司ソロ、他者への提供と、才能をいかんなく発揮してそれぞれの形でヒットを飛ばしまくり、しかも時期がおおよそ重なったことによる。そこで堀内から谷村に、谷村を通して矢沢に活動停止の意向が伝えられ、谷村・矢沢の両名がそれを受け入れたために活動停止に至ったとのことである。ただし、この際に谷村は“アリスは辛い時に逃げ込むための場所ではない”という意味で「（活動を停止したら）そう簡単にアリスに戻ることは出来なくなるぞ」と堀内に言った。事実、1987年から1988年に一時期再始動をした後、1990年代は互いのソロ活動に専念し、1度も再始動をすることはなかった。再始動したのは2000年の第51回NHK紅白歌合戦出場が決まってからであった。後年のインタビュー番組では「このような事情で体がきつい状態であった。ただ自分たちは1回も『解散』という単語は使っていない。『活動停止』にしておけば、またみんながやりたいと思ったときに動き出せばいい」とも語った。
堀内は実質的に演歌・歌謡曲に転向してソロ活動。谷村はソロ活動を一時休止して中国の上海音楽学院教授に就任、後にソロ活動も再開する。矢沢は音楽グループ「BLEND」参加ののち音楽活動を休止し、六本木で串焼きを中心とした飲食店と、神保町でギターショップを経営している。

### 再始動
1981年の活動停止後、アリスは3回の限定的な再始動を経て2009年に完全に再始動した。
- 1987年の1回目の再始動では、アルバム『ALICE X』とシングル「BURAI」などの発表、そして数回の放送出演のみで終わった。
- 2回目の再始動は2000年1月17日神戸での阪神・淡路大震災追悼コンサート開催が契機となって再始動の機運が高まったことによる。同年8月にAlice名義からALICE名義に変更されて再始動が記者発表され、プレビュー扱いの同年12月31日の第51回NHK紅白歌合戦出場の後、2001年には1月17日の神戸国際会館でのコンサートを皮切りにアルバム『ALICE 0001』発表のほか夏から秋にかけて全国ツアーも行われ、日本武道館が再び満員になった。
- 3回目の再始動は2005年12月31日の第56回NHK紅白歌合戦出場だった。

### 完全再始動とその後の活動
- 2008年3月19日発売の谷村のベスト盤「音帰し（おんがえし）」に「明日への讃歌」が収録され、堀内と矢沢もレコーディングに参加したことで再始動の機運が高まった。2009年3月4日に上野文化会館大ホールで記者会見。3人が還暦を迎えるこのタイミングで28年ぶりの完全再始動を発表。同年7月から11月にかけて全国ツアーを33会場で全35公演開催することを発表した。その後に決定した追加公演を含め最終的に36会場40公演を行っている。さらに、2010年2月28日には東京ドームで公演を行い、休憩をはさんで5時間におよぶライブとなった。
- 2013年、アルバム『ALICE XI』を制作すると共に、47都道府県ライブツアーの敢行[4]。
- 2018年よりMBSヤングタウンの三人でのレギュラー放送を開始。下記のツアー終了後の放送にて番組を継続する旨を表明。
- 2019年、メンバー全員が70歳となるこの年、「70歳の限りなき挑戦」と銘打ち、5月5日の神戸での公演を皮切りに全国ツアーを行う[5]。2020年2月7・8日の大阪城ホール2daysをもって無事ツアー完走。
- 2022年3月30日に『平凡（ニュー・ヴァージョン）』以来、約33年半ぶりとなるシングル『告白／キセキフルヨル』のシングルCDリリースを発表。
- 2022年11月17日、活動50年を記念して有明アリーナで『ALICE GREAT 50 (FIFTY)』を開催[6]。以後10年活動を続けることを目標としていたが、その願いはかなわず、結果としてこれが3人でのラストライブとなった[7]。
- 2023年10月8日、谷村が死去[8]。

## エピソード
主に谷村と堀内がボーカルを担当するが、リード・ボーカルがどちらかということもなく（ツイン・ボーカル）、ともにほぼ対等の立場だった。
鳴かず飛ばずの下積み時代が長かったが、ウッディー・ウーが歌った『今はもうだれも』をカヴァーしヒット、さらに『冬の稲妻』で大ブレイクし、当時黎明期だったニュー・ミュージック界の中心的存在のひとつと見なされるようになる。ただその落差の大きさから、地方局のラジオなどに出演した際には「大ヒット『冬の稲妻』でデビューした今話題のグループ、アリスです」（ジョークを含めた谷村談）などと紹介されていた。
無名の活動開始時期は、自他ともにフォークソングのジャンルに分類されるポジションだったが、ドラムスが加わっているという点で、同時期のミュージシャンとの差別化を狙っていた。「冬の稲妻」でブレイク後は、フォークの枠にとらわれることなく独自の世界を展開し、ファンを次第に獲得していった。曲調は次第にロック寄りになり、バックミュージシャンも、エレキギター、シンセサイザーなどを従え本格的バンド編成となり派手なステージ活動を展開していた。
このように結成時のフォーク・シンガーの路線の枠からは完全にはみ出ていたアリスだったが、1981年の休止ライブでは原点に戻り、コーラスもバックミュージシャンもない、3人だけでの演奏を行った。
全盛期は『NHK紅白歌合戦』に出場しなかった。これは、アリスとしてNHKの番組オーディションに応募したが落選した経緯があるため、「意地として断っていた」とのことである。
谷村は2019年4月に出演した『上柳昌彦 あさぼらけ』にて、「（音楽性も何もかも違うが）3人の仲は正直どうなのか」と問われ、「仲良くなければこんなにはやっていない」「しょっちゅう一緒にいるから夫婦生活のようなものであり、毎日のようにいればお互いのいいところも欠点も見えてくる。でも夫婦とは不思議なもので、その欠点も『こういうところあるんだ』『じゃあこういうときはこっちがこうしてあげたらいい、と思いやれる』でやってきた。そういう状態でいたグループ。音楽性も食べ物の趣向が違っているのは当たり前で決して我が強いわけではなかった。言ってみればクールなグループだ。」と評した。

## ディスコグラフィ

### シングル
|    | 発売日         | A面                          | B面                                  | 発売元                    | チャート最高順位 |
| -- | -------------- | ---------------------------- | ------------------------------------ | ------------------------- | ---------------- |
| 1  | 1972年3月5日   | 走っておいで恋人よ           | さよなら昨日までの悲しい思い出       | 東芝音楽工業              | 85位             |
| 2  | 1972年7月5日   | 明日への讃歌                 | あなたのために                       | 東芝音楽工業              | -位              |
| 3  | 1973年7月5日   | 愛の光                       | 帰り道                               | 東芝EMI                   | -位              |
| 4  | 1973年12月5日  | 青春時代                     | 地図にない町                         | 東芝EMI                   | 46位             |
| 5  | 1974年6月20日  | 二十歳の頃                   | 青春ノート                           | 東芝EMI                   | 62位             |
| 6  | 1975年3月20日  | 紫陽花                       | 言葉にならない贈りもの               | 東芝EMI                   | 48位             |
| 7  | 1975年9月5日   | 今はもうだれも               | 明日への讃歌                         | 東芝EMI                   | 11位             |
| 8  | 1976年4月5日   | 帰らざる日々                 | あの日のままで                       | 東芝EMI                   | 15位             |
| 9  | 1976年9月20日  | 遠くで汽笛を聞きながら       | もう二度と…                          | 東芝EMI                   | 51位             |
| 10 | 1977年3月20日  | さらば青春の時               | 最後のアンコール                     | 東芝EMI                   | 39位             |
| 11 | 1977年10月5日  | 冬の稲妻                     | 街路樹は知っていた                   | 東芝EMI                   | 8位              |
| 12 | 1978年3月5日   | 涙の誓い                     | 何処へ                               | 東芝EMI                   | 4位              |
| 13 | 1978年6月20日  | ジョニーの子守唄             | センチメンタル・ブルース             | 東芝EMI                   | 6位              |
| 14 | 1978年12月5日  | チャンピオン                 | 君よ涙でふりかえれ                   | 東芝EMI                   | 1位              |
| 15 | 1979年4月5日   | 夢去りし街角                 | 逃亡者                               | 東芝EMI                   | 6位              |
| 16 | 1979年12月20日 | 美しき絆〜Hand in Hand〜     | 美しき絆〜Hand in Hand〜（カラオケ） | 東芝EMI                   | 54位             |
| 17 | 1979年12月20日 | 秋止符                       | ゴールは見えない                     | 東芝EMI                   | 4位              |
| 18 | 1980年7月5日   | 狂った果実                   | ピンク・シャンパン                   | POLYSTAR                  | 6位              |
| 再 | 1980年7月5日   | 紫陽花（再発売）             | 五年目の手紙                         | 東芝EMI                   | -位              |
| 他 | 1980年8月5日   | 黒い瞳の少女                 | 砂塵の彼方                           | 東芝EMI                   | -位              |
| 19 | 1980年10月25日 | それぞれの秋                 | 過ぎゆくものは…                      | POLYSTAR                  | 27位             |
| 20 | 1981年6月5日   | エスピオナージ               | GUILTY&PENALTY （罪と罰）            | POLYSTAR                  | 15位             |
| 再 | 1981年11月5日  | さらば青春の時（再発売）     | 遠くで汽笛を聞きながら               | 東芝EMI                   | -位              |
| 21 | 1987年12月8日  | BURAI                        | アガサ                               | POLYSTAR                  | 34位             |
| 22 | 1988年8月25日  | 平凡（ニュー・ヴァージョン） | 4月の魚                              | POLYSTAR                  | -位              |
| 23 | 2022年3月30日  | 告白/キセキフルヨル          |                                      | ユニバーサル ミュージック | TBA              |
| 24 | 2022年11月23日 | BEGINNING                    |                                      | ユニバーサル ミュージック | TBA              |

### アルバム

#### オリジナル・アルバム
|    | 発売日         | タイトル      | 発売元       | チャート最高順位 |
| -- | -------------- | ------------- | ------------ | ---------------- |
| 1  | 1972年9月5日   | ALICE I       | 東芝音楽工業 | -位              |
| 2  | 1973年6月5日   | ALICE II      | 東芝EMI      | 93位             |
| 3  | 1973年12月25日 | ALICE III     | 東芝EMI      | 34位             |
| 4  | 1975年5月5日   | ALICE IV      | 東芝EMI      | 20位             |
| 5  | 1976年7月5日   | ALICE V       | 東芝EMI      | 3位              |
| 6  | 1978年4月5日   | ALICE VI      | 東芝EMI      | 1位              |
| 7  | 1979年6月5日   | ALICE VII     | 東芝EMI      | 1位              |
| 8  | 1980年8月25日  | ALICE VIII    | POLYSTAR     | 1位              |
| 9  | 1981年7月5日   | ALICE IX 謀反 | POLYSTAR     | 3位              |
| 10 | 1987年12月15日 | ALICE X       | POLYSTAR     | 11位             |
| 11 | 2013年4月10日  | ALICE XI      | ALICE        | 17位             |

#### セルフカバー・アルバム
|   | 発売日        | タイトル   | 発売元 | チャート最高順位 |
| - | ------------- | ---------- | ------ | ---------------- |
| 1 | 2001年7月11日 | ALICE 0001 | zetima | 28位             |

#### ライヴ・アルバム
|   | 発売日         | タイトル                                           | 発売元   | チャート最高順位 |
| - | -------------- | -------------------------------------------------- | -------- | ---------------- |
| 1 | 1973年1月20日  | ALICE ファースト・ライヴ!                          | 東芝EMI  | -位              |
| 2 | 1974年7月5日   | ALICE セカンド・ライヴ                             | 東芝EMI  | 36位             |
| 3 | 1977年6月5日   | エンドレス・ロード                                 | 東芝EMI  | 15位             |
| 4 | 1978年10月5日  | 栄光への脱出〜武道館ライブ                         | 東芝EMI  | 1位              |
| 5 | 1979年11月20日 | 限りなき挑戦/アリス・ライブ 美しき絆-Hand in Hand- | 東芝EMI  | 4位              |
| 6 | 1981年10月5日  | アリス3606日 FINAL LIVE at KORAKUEN                | POLYSTAR | 8位              |
| 7 | 1982年11月7日  | 3人だけの後楽園 VERY LAST DAY                      | POLYSTAR | 47位             |
| 8 | 2001年6月27日  | ALICE ALIVES!                                      | POLYSTAR |                  |
| 9 | 2010年1月6日   | ALICE GOING HOME 〜TOUR FINAL at BUDOKAN〜         | avex io  | 83位             |

#### ベスト・アルバム
ここに表記されていないものも含めると倍以上の枚数がリリースされている。
|    | 発売日         | タイトル                                        | 発売元                    | チャート最高順位 |
| -- | -------------- | ----------------------------------------------- | ------------------------- | ---------------- |
| 1  | 1980年3月5日   | ALICE MEMORIAL 1972〜1975                       | 東芝EMI                   | 8位              |
| 2  | 1980年6月21日  | ALICE MEMORIAL 1976〜1979                       | 東芝EMI                   | 9位              |
| 3  | 1981年10月21日 | THE BEST OF ALICE                               | 東芝EMI                   | 21位             |
| 4  | 1985年5月1日   | アリスCDベスト                                  | 東芝EMI                   | -位              |
| 5  | 1988年1月25日  | ニュー・ベストナウ 70                           | 東芝EMI                   | -位              |
| 6  | 1988年5月25日  | GREATEST HITS                                   | POLYSTAR                  | -位              |
| 7  | 1989年8月2日   | Alice BIG ARTIST BEST COLLECTION                | 東芝EMI                   | -位              |
| 8  | 1990年6月6日   | ALICE Singles 20 1972-1979                      | 東芝EMI                   | -位              |
| 9  | 1991年10月23日 | The Best Of All ALICE                           | 東芝EMI                   | -位              |
| 10 | 1994年6月25日  | アリス/谷村新司/堀内孝雄 Memorial Best          | POLYSTAR                  | -位              |
| 11 | 1995年11月25日 | Alice BEST                                      | POLYSTAR                  | -位              |
| 12 | 1996年9月16日  | ALICE TWIN BEST                                 | 東芝EMI                   | -位              |
| 13 | 1998年1月21日  | Departures ALICE Super Selection                | 東芝EMI                   | -位              |
| 14 | 1998年2月10日  | Departures II ALICE Super Selection             | 東芝EMI                   | -位              |
| 15 | 1999年6月30日  | TREASURE COLLECTION                             | POLYSTAR                  | -位              |
| 16 | 2000年5月24日  | 2000 BEST Alice                                 | 東芝EMI                   | -位              |
| 17 | 2001年7月25日  | ALICE THE GREATEST -Alice Best 2001-            | プライエイド              | -位              |
| 18 | 2002年10月9日  | DREAM PRICE 1000 アリス ライトハウス            | zetima                    | -位              |
| 19 | 2002年11月20日 | GOLDEN☆BEST                                     | 東芝EMI                   | -位              |
| 20 | 2009年7月22日  | ALICE 30 SONGS〜member's best selection〜       | EMIミュージック・ジャパン | -位              |
| 21 | 2016年11月2日  | アリス・ザ・ベスト 〜遠くで汽笛を聞きながら〜   | ユニバーサル ミュージック | -位              |
| 22 | 2019年5月1日   | ALICE AGAIN 限りなき挑戦-OPEN GATE- THE SETLIST | ユニバーサル ミュージック | 34位             |
| 23 | 2019年10月23日 | ALICE ALL TIME COMPLETE SINGLE COLLECTION 2019  | ユニバーサル ミュージック | 45位             |

#### コンパクト・カセットのみ
|   | 発売日         | タイトル                       | 発売元  | チャート最高順位 |
| - | -------------- | ------------------------------ | ------- | ---------------- |
| 1 | 1974年         | DYNAMIC SPECIAL '74            | 東芝EMI | -位              |
| 2 | 1976年5月16日  | BEST NOW                       | 東芝EMI | -位              |
| 3 | 1977年11月16日 | BEST NOW                       | 東芝EMI | 1位              |
| 4 | 1978年12月1日  | best10                         | 東芝EMI | 1位              |
| 5 | 1979年7月5日   | best selection                 | 東芝EMI | -位              |
| 6 | 1979年11月5日  | BEST NOW/アリス(1)             | 東芝EMI | -位              |
| 7 | 1979年12月20日 | BEST NOW/アリス(2)             | 東芝EMI | -位              |
| 8 | 1980年10月21日 | PURE GOLD BEST 10/アリス PART1 | 東芝EMI | -位              |
| 9 | 1980年10月21日 | PURE GOLD BEST 10/アリス PART2 | 東芝EMI | -位              |

#### CD-BOX
|   | 発売日         | タイトル                  | 発売元                    | チャート最高順位 |
| - | -------------- | ------------------------- | ------------------------- | ---------------- |
| 1 | 1998年11月18日 | ALICE BOX                 | 東芝EMI                   | -位              |
| 2 | 2013年5月1日   | ALICE I〜X BOX            | ユニバーサル ミュージック | -位              |
| 3 | 2018年11月28日 | ALICE LIVE BOX[1972‐1981] | ユニバーサル ミュージック | -位              |

## NHK紅白歌合戦出場歴
| 年度/放送回               | 回 | 曲目                           | 備考 |
| ------------------------- | -- | ------------------------------ | ---- |
| 2000年（平成12年）/第51回 | 初 | アリス・ミレニアム・スペシャル |      |
| 2005年（平成17年）/第56回 | 2  | アリス プレミアム 2005         |      |
| 2009年（平成21年）/第60回 | 3  | チャンピオン                   |      |

## 出演番組
- それぞれの秋 3606日のアリス（TBSラジオ）
- ハンド・イン・ハンド ニューミュージックスペシャル（ニッポン放送）
- MBSヤングタウン金曜日（MBSラジオ）
- すてきなアリスの世界（民放AM各局）